# Zelený fluorescenční protein

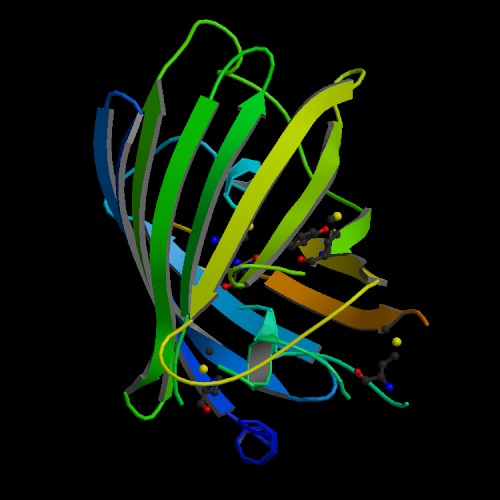
Model molekuly GFP dle databáze PDB

Zelený fluorescenční protein (správněji zelený fluorescentní protein) – zkratka GFP (z anglického Green fluorescent protein) je protein sestávající z 238 aminokyselin (26,9 kDa). Byl izolován z medúzy Aequorea victoria a jeho zvláštností je, že fluoreskuje zeleně, pokud je vystaven modrému světlu. V biochemii a molekulární biologii se často využívá jako reportérový gen pro vizualizaci exprese proteinů, on-line sledování in vivo traffickingu či testování lokalizace a kolokalizace různých proteinů.

## Fluorescence a použití
Přírodní gen GFP (wtGFP) z A. victoria má hlavní excitační maximum na vlnové délce 395 nm a vedlejší na 475 nm. Jeho emisní maximum je na 509 nm, což je linie v zelené části viditelného spektra.
Jeho struktura je dosti jednoduchá – je tvořena 11 beta-vlákny, které se sbalují do velmi kompaktního beta-barelu. Uvnitř tohoto soudku se nachází vlastní chromofor, který je tak chráněn před vnějším prostředím. Chromofor vzniká cyklizací a následnou oxidací postranních zbytků aminokyselin Ser65, Tyr66 a Gly67.
V buněčné biologii se tento protein používá pro studium určitého genového produktu, ke kterému se naváže a později se snadno lokalizuje pomocí fluorescence. Po navázání proteinu k cílové struktuře je třeba ověřit, zda funkce struktury nebyla navázáním GFP změněna či zničena. Jde tak studovat např. dělení rakovinných buněk nebo vývoj neuronů. Poněkud propracovanější metodou využívající GFP jsou např. FRAP nebo PA-GFP.
Vedle zeleného fluorescentního proteinu jsou dnes k dispozici mj. také jeho žlutá (YFP) a modrozelená (CFP a BFP) varianta a nepříbuzný červený fluorescentní protein. Vyvinuta či objevena byla i celá řada dalších fluorescentních proteinů - v současnosti jich je již známo přes 1000. Významným souborným zdrojem informací o fluorescentních proteinech je tzv. FPbase, ve které je možné najít informace (původ, sekvence, optické a biofyzikální vlastnosti) o mnoha různých fluorescentních proteinech.

## Nobelova cena
V roce 2008 obdrželi za objev a výzkum tohoto proteinu vědci Osamu Šimomura, Martin Chalfie, Roger Y. Tsien Nobelovu cenu za chemii.
Osamu Šimomura izoloval látku z medúzy a objevil její fluorescenční schopnosti, Martin Chalfie zjistil, že GFP lze produkovat v jiných organismech a využít jej k pozorování jiných bílkovin a aktivity genů, a Roger Y. Tsien vysvětlil detaily fluorescenčního působení, vyvinul další barevné varianty tohoto proteinu a rozšířil rozsah jejich využití.